# Lago Kapčuk
Il lago Kapčuk (in russo озеро Капчук?) è un lago della Russia, situato nella parte nord-occidentale dell'altopiano Putorana a nord del lago Lama. Dal punto di vista amministrativo si trova nel Tajmyrskij rajon del Territorio di Krasnojarsk, nel Circondario federale della Siberia.

## Note

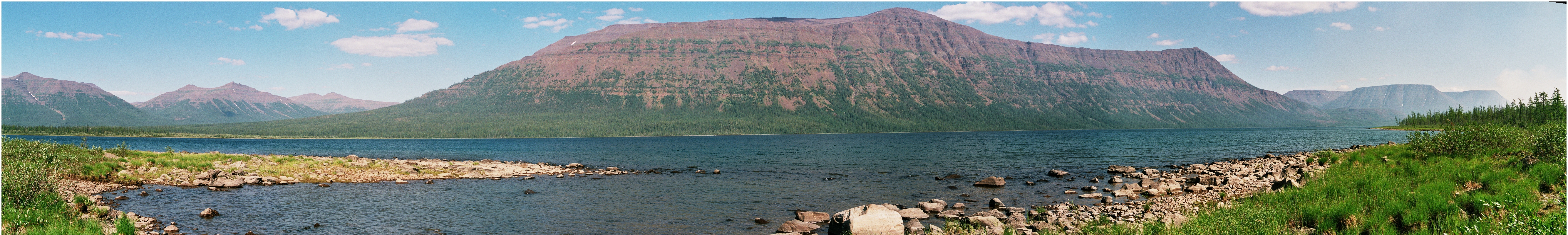
Veduta dell'altopiano Putorana dal lago Kapčuk

## Geografia
Il lago ha una superficie di 21,2 km² e si trova a un'altezza di 50,2 m s.l.m. È alimentato da due fiumi: il Nikita-Jurėch (река Никита-Юрэх) e il Demė (река Демэ). Il breve fiume Kapčuk immette le sue acque nel lago Lama, da cui è diviso dalla penisola Kamennyj.